# Куряни (гміна)
Гміна Куряни — сільська гміна у Бережанському повіті Тернопільського воєводства Другої Речі Посполитої. Адміністративним центром ґміни було село Куряни
Гміна утворена 1 серпня 1934 року в рамках реформи на підставі нового закону про самоуправління (23 березня 1933 року)
Площа гміни — 105,75 км²

Кількість житлових будинків — 1667

Кількість мешканців — 8655
Нову гміну було створено на основі гмін: Демня, Гутисько, Куряни, Мечищів, Надорожнів, Підвисоке, Рогачин-місто, Рогачин-село (разом з Рогатин-місто тепер в складі одного населеного пункту Рогачин), Вілька (тепер село Волиця)